# هیروکی کیکوتا
هیروکی کیکوتا (انگلیسی: Hiroki Kikuta؛ زادهٔ ۲۹ اوت ۱۹۶۲) موسیقی‌دان، و آهنگساز اهل ژاپن است. وی از سال ۱۹۹۱ میلادی تاکنون مشغول فعالیت بوده‌است.